# Choerodon
Choerodon is een geslacht van vissen in de familie van de lipvissen (Labridae).

## Lijst van soorten
Volgens FishBase bestaat dit geslacht uit de soorten:
- Geslacht Choerodon Bleeker, 1849
  - Choerodon anchorago Bloch, 1791
  - Choerodon azurio Jordan & Snyder, 1901
  - Choerodon balerensis Herre, 1950
  - Choerodon cauteroma Gomon & Allen, 1987
  - Choerodon cephalotes Castelnau, 1875
  - Choerodon cyanodus Richardson, 1843
  - Choerodon fasciatus Günther, 1867
  - Choerodon frenatus Ogilby, 1910
  - Choerodon gomoni Allen & Randall, 2002
  - Choerodon graphicus De Vis, 1885
  - Choerodon gymnogenys Günther, 1867
  - Choerodon jordani Snyder, 1908
  - Choerodon margaritiferus Fowler & Bean, 1928
  - Choerodon melanostigma Fowler & Bean, 1928
  - Choerodon monostigma Ogilby, 1910
  - Choerodon oligacanthus Bleeker, 1851
  - Choerodon paynei Whitley, 1945
  - Choerodon robustus Günther, 1862
  - Choerodon rubescens Günther, 1862
  - Choerodon schoenleinii Valenciennes, 1839
  - Choerodon sugillatum Gomon, 1987
  - Choerodon venustus De Vis, 1884
  - Choerodon vitta Ogilby, 1910
  - Choerodon zamboangae Seale & Bean, 1907
  - Choerodon zosterophorus Bleeker, 1868

## Referentie
- FishBase : Ed. Rainer Froese and Daniel Pauly. Versie december 2007. N.p.: FishBase, 2007.